# Alexandru cel Bun (Neamț)
Alexandru cel Bun es una comuna ubicada en el distrito de Neamț, Rumania.

## Superficie
Posee una superficie de 84,21 kilómetros cuadrados.

## Demografía
Hasta 2021 la población era de 5570 habitantes, con una densidad de población de 66,14 habitantes por kilómetro cuadrado.